# Gaillard de Faugères
Gaillard de Faugères († Juni 1328) war ein französischer Geistlicher.

## Leben
Am 12. Januar 1311 wurde er als Nachfolger seines Bruders Arnaud de Faugères zum Erzbischof von Arles ernannt. Am 18. Mai 1311 weihte Papst Clemens V. ihn zum Bischof. Papst Johannes XXII. ernannte ihn am 24. Januar 1317 zum Erzbischof ad personam von Angoulême.